# Meridiano 72 W
O meridiano 72 W é um meridiano que, partindo do Polo Norte, atravessa o Oceano Ártico, América do Norte, Oceano Atlântico, Mar das Caraíbas, América do Sul, Oceano Pacífico, Oceano Antártico, Antártida e chega ao Polo Sul. Forma um círculo máximo com o Meridiano 108 E.
Começando no Polo Norte, o meridiano 72º Oeste tem os seguintes cruzamentos:
| País, território ou mar | Notas |
| ----------------------- | --- |
| Oceano Ártico           | |
| Canadá                  | Ilha Ellesmere, Nunavut |
| Estreito de Nares       | |
| Gronelândia             | |
| Baía de Baffin          | |
| Canadá                  | Ilha de Baffin, Nunavut |
| Estreito de Hudson      | |
| Canadá                  | Ilha Wales, Nunavut Quebec |
| Estados Unidos          | Vermont New Hampshire Massachusetts Connecticut Ilha Fishers, Nova Iorque |
| Oceano Atlântico        | Block Island Sound |
| Estados Unidos          | |
| Estados Unidos          | Long Island, Nova Iorque |
| Oceano Atlântico        | |
| Turcas e Caicos         | Ilha Caicos do Norte |
| Oceano Atlântico        | |
| Haiti                   | |
| República Dominicana    | Cerca de 1 km |
| Haiti                   | |
| Mar das Caraíbas        | |
| Colômbia                | |
| Venezuela               | Passa no Lago Maracaibo |
| Colômbia                | |
| Peru                    | |
| Brasil                  | |
| Peru                    | |
| Oceano Pacífico         | |
| Chile                   | |
| Argentina               | |
| Chile                   | |
| Argentina               | Cerca de 14 km |
| Chile                   | |
| Argentina               | |
| Chile                   | Cerca de 12 km |
| Argentina               | Cerca de 3 km |
| Chile                   | Continente Ilha Riesco Península de Brunswick (continente) Ilha Clarence Ilha Grande da Terra do Fogo Ilha London                                                            |
| Oceano Pacífico         | |
| Oceano Antártico        | |
| Antártida               | Ilha Alexandre I e parte continental - reclamada pela Argentina (Antártida Argentina), Chile (Província da Antártida Chilena) e Reino Unido (Território Antártico Britânico) |